# Kloosia koreana
Kloosia koreana är en tvåvingeart som beskrevs av Reiss 1988. Kloosia koreana ingår i släktet Kloosia och familjen fjädermyggor.
Artens utbredningsområde är Nordkorea. Inga underarter finns listade i Catalogue of Life.